# LunchMoney Lewis
LunchMoney Lewis (artiestennaam van Gamal Lewis (Miami, 11 januari 1988) is een artiest van Amerikaanse nationaliteit met een Jamaicaanse afkomst.
LunchMoney Lewis bracht in 2015 zijn eerste single genaamd Bills uit. Hiervoor werkte hij al samen met onder andere Nicki Minaj en Jessie J. Zijn vader en oom zijn de mede-oprichters van de Jamaicaanse reggae-groep Inner Circle.

## Discografie

### Singles
| Single met eventuele hitnotering(en) in de Nederlandse Top 40 | Datum van verschijnen | Datum van binnenkomst | Hoogste positie | Aantal weken | Opmerkingen                               |
| ------------------------------------------------------------- | --------------------- | --------------------- | --------------- | ------------ | ----------------------------------------- |
| Bills                                                         | 05-02-2015            | 21-03-2015            | 15              | 15           | Nr. 21 in de Single Top 100 / Alarmschijf |

- Gemeinsame Normdatei: 1081553863
- International Standard Name Identifier: 0000 0004 4621 4290
- Library of Congress Control Number: no2015019223
- MusicBrainz: 73bf149f-bd0e-42ac-b0c1-dddb7b8e4ab5
- Virtual International Authority File: 314902824
- WorldCat: E39PBJm9f4Hh7T9wjKvHrvttKd